# 哈靈頓山羊
哈靈頓山羊是更新世時期生活在北美西南地區的一種羊亞科。牠是雪羊的近親，而雪羊是現存唯一屬於雪羊屬的物種。哈靈頓山羊在西元前11,000年左右滅絕。

## 化石記錄

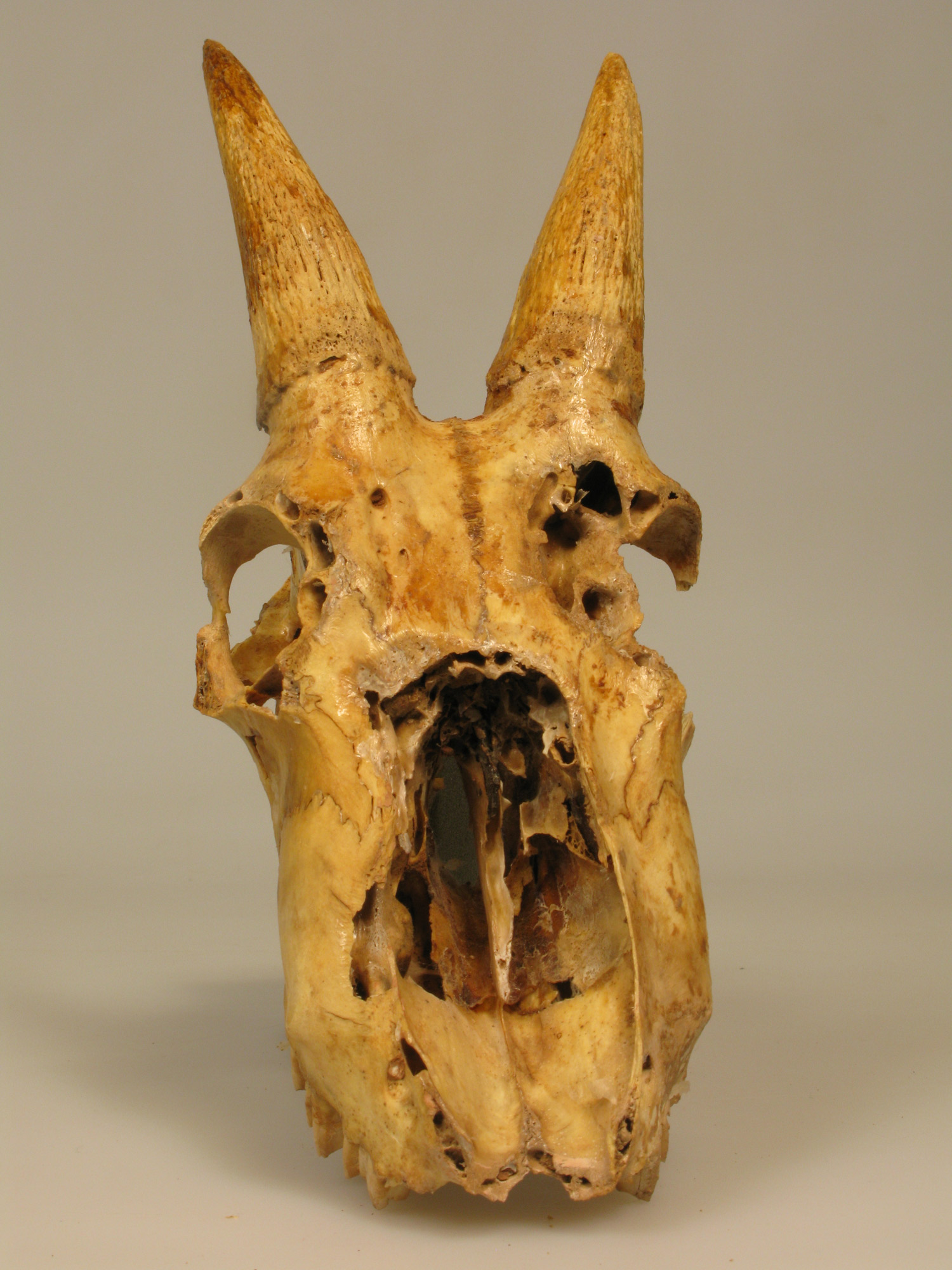
頭骨正面圖

哈靈頓山羊於1930年代由古生物學家切斯特·斯托克首次描述。斯托克最初的描述是基於在內華達州大盆地的史密斯溪洞（Smith Creek Cave）中發現的頭蓋骨碎片和元骨。1937年，他撰寫了一篇題為〈來自內華達州史密斯溪洞第四紀的新山羊〉的文章。後來在墨西哥、科羅拉多州、內華達州、猶他州、新墨西哥州和大峽谷的發現包括完整的頭骨、元骨、角質角鞘、糞便、毛髮、肌肉和韌帶。

## 特徵
哈靈頓山羊比現今的雪羊體型更小，臉部更長、更窄，角更薄、更小。發現的糞便表明，哈靈頓山羊在春季和可能的冬末夏初經常出入大峽谷的洞穴。他們的飲食似乎包括草和針葉樹，例如雲杉、花旗松、軟葉五針松和水樺

## 滅絕
哈靈頓山羊在公元前11,000年左右滅絕之前，至少存在了19,000年。已知這次滅絕與至少25個屬的陸地哺乳類動物的消失（例如沙斯塔地懶），以及克洛維斯文化的美洲原住民獵人到達該地區的時間一致。